# Officina ferraria

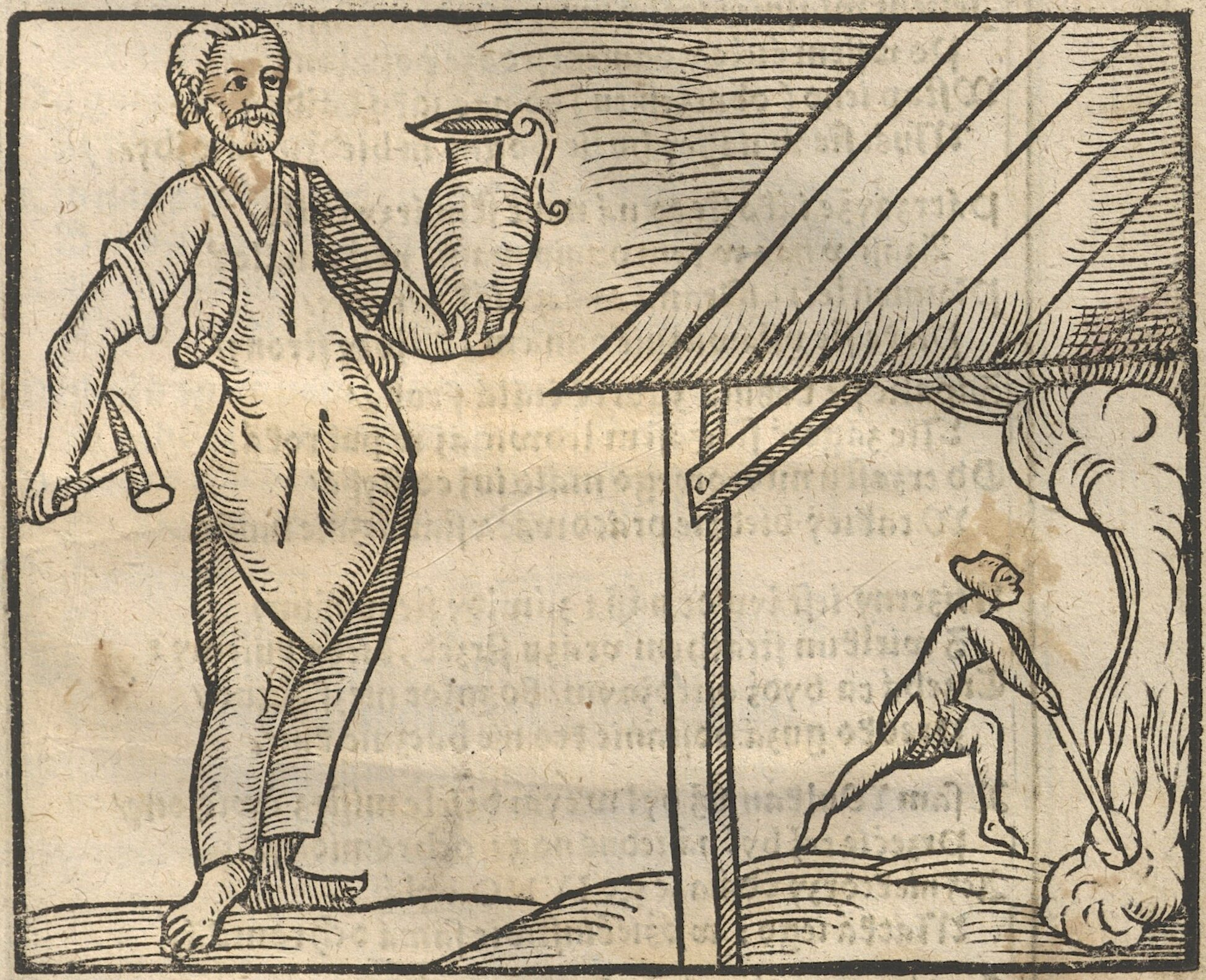
Walenty Roździeński na tle XVII wiecznej huty – drzeworyt z dzieła

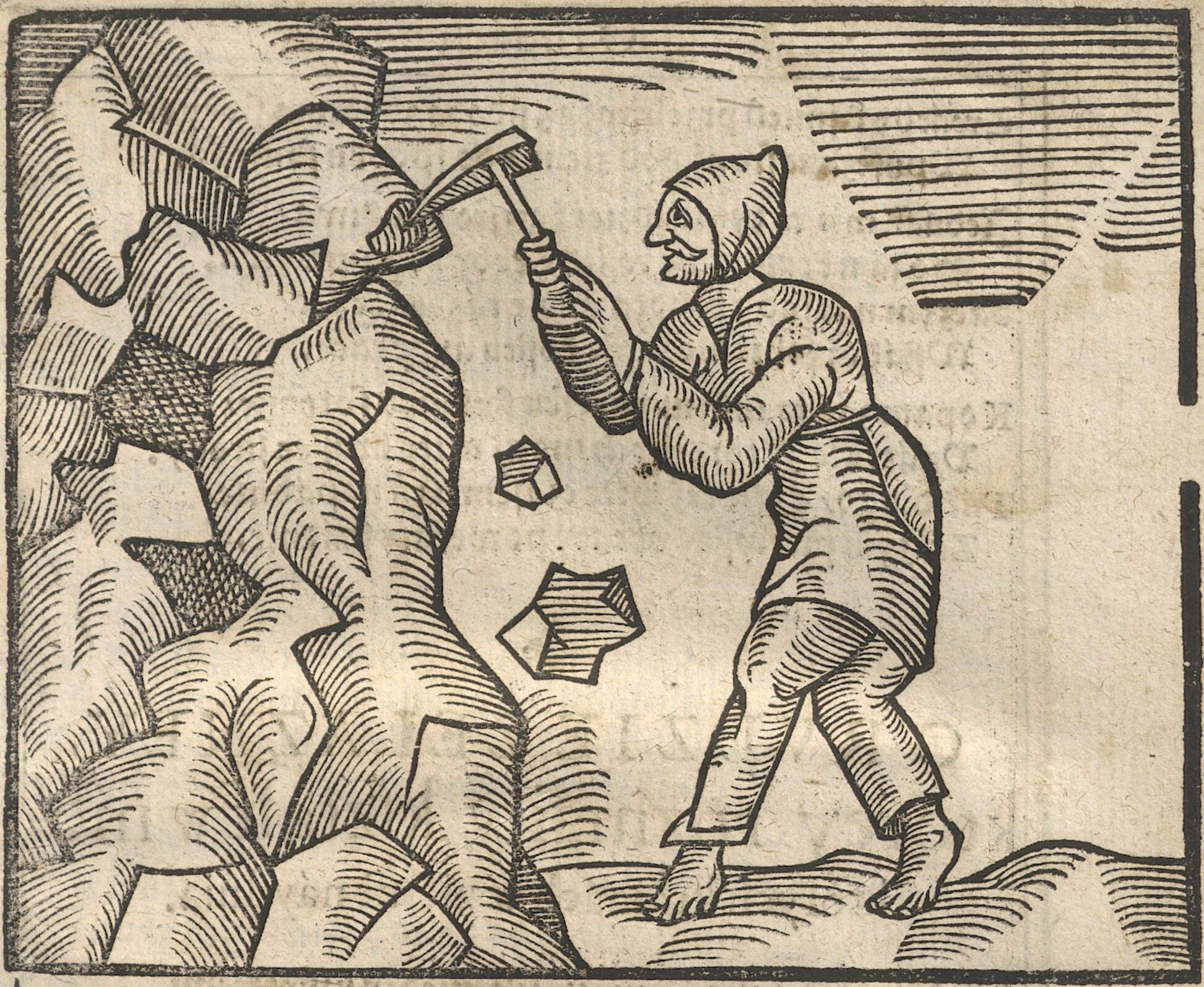
Górnik przedstawiony w dziele Roździeńskiego

Officina ferraria (pełny tytuł Officina ferraria, abo huta y warstat z kuźniami szlachetnego dzieła żelaznego) – wierszowany barokowy poemat napisany w 1612 roku w języku polskim przez zarządcę kopalń i hut Walentego Roździeńskiego opisujący stan XVII wiecznego górnictwa i hutnictwa na Śląsku, a także obyczaje hutników i górników. Dzieło stanowi pierwszy polski i jeden z pierwszych w Europie podręczników metalurgicznych.

## Historia
Wielkie użytki ziemne miejscy niektóremi
Z łaski swojej Pan Bóg dał tej to szląskiej ziemi
Ma rudę taką, z której tak dobrze działają
Żelaza, że mu równia w Europie nie mają.
Walenty Roździeński (1560-1622) Officina ferraria 1612.

Dzieło powstało podczas pobytu mistrza Walentego na dworze koszęcińskiego szlachcica Andrzeja Kochcickiego, gdzie zajmował się zarządzaniem jego hutami. To pierwszy tego typu utwór w języku polskim, który łączy praktyczne i rzeczowe informacje związane z problematyką XVII-wiecznego przemysłu z zasadami poetyki i wersyfikacji. Autor opisuje w nim historię obróbki żelaza oraz życie i pracę śląskich górników, hutników i kowali, którą znał z własnego doświadczenia. Oprócz opisu realiów pracy ówczesnego robotnika zawarł również szereg wiadomości o jego życiu, zwyczajach i wierzeniach. Dodatkowo, będąc gorliwym ewangelikiem Roździeński wprowadził do swego utworu liczne cytaty i komentarze biblijne, oparte na ewangelickiej postylli górniczej z 1562 roku pt. Sarepta, której autorem był ksiądz Jan Mathesius, przyjaciel Marcina Lutra.
Dzieło Roździeńskiego zostało po jego śmierci całkowicie zapomniane, dopiero w 1929 roku, po ponad 300 latach, ksiądz Leon Formanowicz przypadkowo odnalazł w Gnieźnie jedyny jego zachowany egzemplarz i nagłośnił to odkrycie. Odkrycie to spotkało się z dużym zainteresowaniem literaturoznawców. Zawiera bowiem informacje z wielu dziedzin ówczesnej nauki, uzupełnia współczesną wiedzę o epoce w zakresie socjologii, językoznawstwa, geografii, literaturoznawstwa i innych, a także wskazuje na kulturową jedność XVII-wiecznego Śląska z ziemiami Królestwa Polskiego. Świadczy to również pozytywnie o samym Roździeńskim, który jako prosty zarządca kuźni wykazał się wyjątkową erudycją. W ostatnich latach Oficina ferraria... została wznowiona w druku (w 1976 roku, także w tłumaczeniu na język angielski) i jest sprzedawana jako ciekawostka bibliofilska.
Oryginał w niewyjaśniony sposób dostał się w ręce prywatne w czasie, gdy kardynał Stefan Wyszyński przebywał w więzieniu. W roku 1977 z rąk prywatnych trafił jako dar do Biblioteki Narodowej. Kapituła Prymasowska w Gnieźnie usiłowała odzyskać "klocek", zawierający m.in. to dzieło, a noszący w gnieźnieńskiej bibliotece katedranlej nadal sygnaturę BK Pl 178.

## Upamiętnienie
- Postać z dzieła Officina ferraria przedstawiająca prawdopodobnie Walentego Roździeńskiego jest symbolem w herbie gminy Koszęcin.